# SkyLink Aviation
SkyLink Aviation Inc., действующая как SkyLink Aviation, — канадская международная авиационная корпорация, специализирующаяся в области управления проектами в авиационной индустрии, выполнения чартерных и курьерских перевозок, техническому обслуживанию и ремонту воздушных судов, составлению полётных расписаний, также в обеспечении вертолётных перевозок гуманитарных грузов по программам Организации Объединённых Наций, Красного Креста и других.
Является дочерним подразделением холдинга компаний SkyLink Group of Companies Inc.

## Общие сведения
SkyLink Aviation начала свою деятельность 25 лет назад с предоставления услуг грузовых и пассажирских перевозок по всему миру на широком спектре воздушных судов: от вертолётной техники до крупнейших в мире транспортных самолётов Ан-124.
В дальнейшем корпорация работала в транспортном обеспечении различных миротворческих сил, в перевозке гуманитарных грузов (включая продовольствие и различного рода оборудование), ликвидации последствий эпидемий и крупных стихийных бедствий. При этом заказчиками SkyLink Aviation являлись и остаются в настоящее время такие структуры, как Организация Объединённых Наций, Всемирная продовольственная программа, Агентство США по международному развитию, Департамент США по делам иммиграции и натурализации, Международная организация по миграции, Правительство Канады, Международное движение Красного Креста и Красного Полумесяца, Министерство внутренних дел Италии и других национальных правительств и неправительственных организаций. Филиалы корпорации находятся в Торонто, Вашингтоне, Лондоне, Москве, Лиссабоне, Хартуме, Багдаде, Дубае и Кабуле.
SkyLink Aviation является полноправным членом Международной вертолётной ассоциации (HAI), Канадской вертолётной ассоциации (HAC), Канадской ассоциации оборонной промышленности (CDIA) и Международной ассоциации воздушного транспорта.

## Состав холдинга
Международный холдинг SkyLink Group of Companies Inc. составляют следующие основные компании:
- SkyLink Aviation;
- SkyLink Express;
- SkyLink Aviation (Германия);
- SkyLink Air and Logistics (Италия);
- SkyLink Air & Logistics (США).

## Некоторые факты из деятельности
В июле 1993 года специально назначенная комиссия Организации Объединённых Наций проводила служебную проверку в отношении семи сотрудников штаб-квартиры ООН. Проверка проводилась после появления информации о сговоре сотрудников с корпорацией SkyLink Aviation и последовавшей фальсификации аукционных торгов на выбор авиакомпании под пакет контрактов на перевозку грузов. Несколько месяцев спустя комиссия сделала вывод о бездоказательности обвинения в коррупции и расследование было прекращено.
16 ноября 2001 года Приказом № 2001-A-530 Министерство транспорта Канады приостановило действие лицензий эксплуатанта с номерами 962378 и 967143 по причине отсутствия у SkyLink Aviation договора на страхование полётов, а 28 августа следующего года Министерство аннулировало обе лицензии эксплуатанта, по которым корпорация выполняла внутренние и международные чартерные авиаперевозки.

## Флот
SkyLink Aviation эксплуатирует следующие воздушные суда:
- Ан-12
- Ан-22
- Ан-26 / Ан-32
- Ан-124
- Beechcraft 1900
- Beechcraft King Air 200
- Beechcraft King Air 300
- Bell 206L-1 Long Ranger
- Bell 206B
- Bell 212
- Cessna 208 Caravan
- Cessna 208B Grand Caravan
- Gulfstream III
- Gulfstream IV
- Ил-18
- Ил-62
- Ил-76МД
- Ил-76ТД
- Ил-78
- Ил-86
- Lockheed C-130
- Lockheed L-1011
- Ми-8Т
- Ми-8МТВ
- Ми-10
- Ми-17
- Ми-27ТЦ
- Rombac BAC One-Eleven
- Ту-134
- Як-40